# Leicester City Football Club 2023-2024
Questa pagina raccoglie le informazioni riguardanti il Leicester City Football Club  nelle competizioni ufficiali della stagione 2023-2024.

## Stagione
La stagione 2023-24 è stata la centodiciannovesima nella storia del club, la prima stagione in Championship, il secondo livello del calcio inglese, dopo la retrocessione della stagione precedente dalla Premier League 2022-2023. Questa stagione ha visto il Leicester City impegnato, oltre che in campionato, anche in FA Cup ed in League Cup. La stagione si è aperta con la nomina del nuovo allenatore proveniente dallo staff di Pep Guardiola, vincitore della Champions League: il 16 giugno 2023 è stato ingaggiato Enzo Maresca, il quale sottoscrive un contratto triennale. Il tecnico italiano ha portato come suo vice Danny Walker e come allenatore dei portieri Michele De Bernardin. Il 9 luglio 2023 è stato annunciato l'ingresso nello staff del tecnico italiano di Willy Caballero, con il ruolo di collaboratore tecnico.. In League Cup la squadra, dopo aver superato lo Burton Albion e Tranmere, nei sedicesimi di finale è stato sconfitto per 3-1 dal Liverpool, sancendo così la fine del percorso del Leicester nella competizione.. In FA Cup, dopo aver eliminato Millwall, Birmingham City e Bournemouth, è stato eliminato ai quarti di finale dal Chelsea dopo aver perso 4-2 sul campo dei londinesi.. Il 26 aprile 2024, il Leeds Utd secondo in classifica in quel momento, perdendo per 4-0 sul campo del QPR, ha consentito al Leicester di essere matematicamente promosso in Premier League con due giornate di anticipo, tornando in prima divisione dopo una sola stagione. Quattro giorni dopo, il 30 aprile, con la vittoria esterna per 3-0 contro il Preston N.E., si è assicurato definitivamente il primo posto in classifica e ha messo in bacheca l'ottavo titolo di seconda divisione.

## Divise e sponsor
Lo sponsor tecnico, per la stagione 2023-2024, è stata l'azienda tedesca Adidas. Come Main Sponsor ufficiale ha fatto ritorno King Power, gruppo aziendale thailandese con sede a Bangkok, attivo nel settore della gestione di negozi duty-free aeroportuali; anche per questa stagione Bia Saigon, società controllata dalla ThaiBev, multinazionale thailandese nel campo delle bevande, è stato Sleeve Sponsor per tutte le divise.
| Casa | Trasferta | Terza divisa |

## Rosa
Rosa e numerazione sono aggiornati al 24 aprile 2024.
| N. |                        | Ruolo | Calciatore             |
| -- | ---------------------- | ----- | ---------------------- |
| 1  | Galles (bandiera)      | P     | Danny Ward             |
| 2  | Inghilterra (bandiera) | D     | James Justin           |
| 3  | Belgio (bandiera)      | D     | Wout Faes              |
| 4  | Inghilterra (bandiera) | D     | Conor Coady            |
| 5  | Inghilterra (bandiera) | D     | Callum Doyle           |
| 7  | Italia (bandiera)      | C     | Cesare Casadei         |
| 8  | Inghilterra (bandiera) | C     | Harry Winks            |
| 9  | Inghilterra (bandiera) | A     | Jamie Vardy (capitano) |
| 10 | Inghilterra (bandiera) | A     | Stephy Mavididi        |
| 11 | Inghilterra (bandiera) | C     | Marc Albrighton        |
| 12 | Galles (bandiera)      | P     | Alex Smithies          |
| 14 | Nigeria (bandiera)     | A     | Kelechi Iheanacho      |
| 15 | Inghilterra (bandiera) | D     | Harry Souttar          |
| 16 | Danimarca (bandiera)   | D     | Victor Kristiansen     |
| 17 | Inghilterra (bandiera) | C     | Hamza Choudhury        |
| 18 | Ghana (bandiera)       | C     | Abdul Fatawu Issahaku  |
| 20 | Zambia (bandiera)      | A     | Patson Daka            |
| 21 | Portogallo (bandiera)  | D     | Ricardo Pereira        |
| 22 | Inghilterra (bandiera) | C     | Kiernan Dewsbury-Hall  |

| N. |                        | Ruolo | Calciatore             |
| -- | ---------------------- | ----- | ---------------------- |
| 23 | Danimarca (bandiera)   | C     | Jannik Vestergaard     |
| 24 | Francia (bandiera)     | C     | Boubakary Soumaré      |
| 25 | Nigeria (bandiera)     | C     | Wilfred Ndidi          |
| 26 | Belgio (bandiera)      | C     | Dennis Praet           |
| 27 | Belgio (bandiera)      | D     | Timothy Castagne       |
| 28 | Irlanda (bandiera)     | A     | Tom Cannon             |
| 29 | Turchia (bandiera)     | A     | Yunus Akgün            |
| 30 | Danimarca (bandiera)   | P     | Mads Hermansen         |
| 31 | Danimarca (bandiera)   | P     | Daniel Iversen         |
| 33 | Inghilterra (bandiera) | D     | Luke Thomas            |
| 35 | Inghilterra (bandiera) | C     | Kasey McAteer          |
| 37 | Inghilterra (bandiera) | C     | Will Alves             |
| 39 | Zimbabwe (bandiera)    | C     | Tawanda Maswanhise     |
| 40 | Portogallo (bandiera)  | C     | Wanya Marçal-Madivadua |
| 41 | Polonia (bandiera)     | P     | Jakub Stolarczyk       |
| 45 | Inghilterra (bandiera) | D     | Ben Nelson             |
| 47 | Inghilterra (bandiera) | C     | Arjan Raikhy           |
| 58 | Inghilterra (bandiera) | C     | Brandon Cover          |

## Calciomercato

### Sessione estiva (dal 14/6 all'1/9)
| Acquisti         | Acquisti              | Acquisti         | Acquisti                     |
| R.               | Nome                  | a                | Modalità                     |
| ---------------- | --------------------- | ---------------- | ---------------------------- |
| P                | Mads Hermansen        | Brøndby          | definitivo (7 mln €)         |
| D                | Conor Coady           | Wolverhampton    | definitivo (8,70 mln €)      |
| D                | Callum Doyle          | Manchester City  | prestito                     |
| C                | Marc Albrighton       | West Bromwich    | fine prestito                |
| C                | Cesare Casadei        | Chelsea          | prestito                     |
| C                | Abdul Fatawu Issahaku | Sporting Lisbona | prestito                     |
| C                | Hamza Choudhury       | Watford          | fine prestito                |
| C                | Harry Winks           | Tottenham        | definitivo (11,6 mln €)      |
| A                | Yunus Akgün           | Galatasaray      | prestito oneroso (500.000 €) |
| A                | George Hirst          | Ipswich Town     | fine prestito                |
| A                | Stephy Mavididi       | Montpellier      | definitivo (7,5 mln €)       |
| A                | Nathan Opoku          | OH Lovanio       | fine prestito                |
| A                | Ayoze Pérez Gutiérrez | Real Betis       | fine prestito                |
| Altre operazioni |                       |                  |                              |
| R.               | Nome                  | a                | Modalità                     |
| P                | Jakub Stolarczyk      | Hartlepool Utd   | fine prestito                |
| P                | Brad Young            | Notts County     | fine prestito                |
| D                | Ben Nelson            | Doncaster        | fine prestito                |
| C                | Kasey McAteer         | AFC Wimbledon    | fine prestito                |
| C                | Arjan Raikhy          | Aston Villa      | definitivo                   |
| A                | Tom Cannon            | Everton          | definitivo                   |
| A                | Josh Eppiah           | Northampton Town | fine prestito                |

| Cessioni         | Cessioni                 | Cessioni        | Cessioni                   |
| R.               | Nome                     | a               | Modalità                   |
| ---------------- | ------------------------ | --------------- | -------------------------- |
| D                | Daniel Amartey           | Beşiktaş        | fine contratto             |
| D                | Ryan Bertrand            |                 | fine contratto             |
| D                | Timothy Castagne         | Fulham          | definitivo (15 mln €)      |
| D                | Jonny Evans              | Manchester Utd  | fine contratto             |
| D                | Victor Kristiansen       | Bologna         | prestito oneroso (1 mln €) |
| D                | Luke Thomas              | Sheffield Utd   | prestito                   |
| D                | Çağlar Söyüncü           | Atlético Madrid | fine contratto             |
| D                | Bayli Spencer-Adams      |                 | fine contratto             |
| C                | Zach Booth               | Volendam        | prestito                   |
| C                | James Maddison           | Tottenham       | definitivo (46,3 mln €)    |
| C                | Nampalys Mendy           | Lens            | fine contratto             |
| C                | Boubakary Soumaré        | Siviglia        | prestito                   |
| C                | Thanawat Suengchitthawon | Muangthong Utd  | fine contratto             |
| C                | Youri Tielemans          | Aston Villa     | fine contratto             |
| A                | Harvey Barnes            | Newcastle Utd   | definitivo (44 mln €)      |
| A                | George Hirst             | Ipswich Town    | riscatto prestito          |
| A                | Nathan Opoku             | OH Lovanio      | rinnovo prestito           |
| A                | Ayoze Pérez Gutiérrez    | Real Betis      | fine contratto             |
| A                | Tetê                     | Šachtar         | fine prestito              |
| Altre operazioni |                          |                 |                            |
| R.               | Nome                     | a               | Modalità                   |
| P                | Dillon Addai             | Millwall        | fine contratto             |
| P                | Kelechi Chibueze         |                 | fine contratto             |
| P                | Chituru Odunze           | Crown Legacy FC | definitivo                 |
| P                | Tyler Weeks              |                 | fine contratto             |
| D                | Lewis Brunt              | Mansfield Town  | prestito                   |
| D                | Freddie Cook             | Cardiff City    | fine contratto             |
| D                | Ronny Nelson             | Colchester Utd  | fine contratto             |
| C                | Abdullah Javaid          |                 | fine contratto             |
| C                | Thakgalo Leshabela       | Cape Town City  | fine contratto             |
| A                | Josh Eppiah              |                 | fine contratto             |
| A                | Terell Pennant           | Coalville Town  | fine contratto             |

### Operazioni esterne(dal 2/9 all'1/1)
| Acquisti | Acquisti | Acquisti | Acquisti |
| R.       | Nome     | a        | Modalità |
| -------- | -------- | -------- | -------- |

| Cessioni | Cessioni    | Cessioni      | Cessioni |
| R.       | Nome        | a             | Modalità |
| -------- | ----------- | ------------- | -------- |
| D        | Paul Appiah | Maidstone Utd | prestito |
| C        | Jack Lewis  | Basford Utd   | prestito |

### Sessione invernale (dal 2/1 al 31/1)
| Acquisti         | Acquisti    | Acquisti      | Acquisti             |
| R.               | Nome        | a             | Modalità             |
| ---------------- | ----------- | ------------- | -------------------- |
| D                | Luke Thomas | Sheffield Utd | risoluzione prestito |
| Altre operazioni |             |               |                      |
| R.               | Nome        | a             | Modalità             |
| D                | Paul Appiah | Maidstone Utd | fine prestito        |
| C                | Jack Lewis  | Basford Utd   | fine prestito        |

| Cessioni         | Cessioni       | Cessioni      | Cessioni             |
| R.               | Nome           | a             | Modalità             |
| ---------------- | -------------- | ------------- | -------------------- |
| P                | Daniel Iversen | Stoke City    | prestito             |
| P                | Alex Smithies  |               | ritirato             |
| D                | Luke Thomas    | Middlesbrough | prestito             |
| C                | Cesare Casadei | Chelsea       | risoluzione prestito |
| Altre operazioni |                |               |                      |
| R.               | Nome           | a             | Modalità             |
| D                | Paul Appiah    | Maidstone Utd | rinnovo prestito     |
| C                | Ethan Fitzhugh | Banbury Utd   | definitivo           |

### Operazioni esterne (dall'1/2 al 30/6)
| Acquisti | Acquisti | Acquisti | Acquisti |
| R.       | Nome     | a        | Modalità |
| -------- | -------- | -------- | -------- |

| Cessioni | Cessioni | Cessioni | Cessioni |
| R.       | Nome     | a        | Modalità |
| -------- | -------- | -------- | -------- |

## Risultati

### Championship

#### Girone di andata
| Arbitro: | Bond (Lancashire) |

|                        |           |               |
| Dewsbury-Hall 77’, 87’ | Marcatori | 47’ McFadzean |

| Arbitro: | Webb (Lancashire) |

|  |           |              |
|  | Marcatori | 73’ Mavididi |

| Arbitro: | Scott (Oxfordshire) |

|                          |           |              |
| Marçal 36’ Casadei 90+2’ | Marcatori | 45+1’ Ramsey |

| Arbitro: | Hooper (Wiltshire) |

|               |           |                  |
| Onyedinma 53’ | Marcatori | 12’, 84’ McAteer |

| Arbitro: | Busby (Oxfordshire) |

|  |           |           |
|  | Marcatori | 15’ Delap |

| Arbitro: | Madley (West Yorkshire) |

|            |           |                                               |
| Edozie 25’ | Marcatori | 1’ Vardy 18’ McAteer 45+3’ Ndidi 67’ Mavididi |

| Arbitro: | Scott (Oxfordshire) |

|  |           |                                  |
|  | Marcatori | 45’ (rig.) Iheanacho 87’ McAteer |

| Arbitro: | Bell (South Yorkshire) |

|                  |           |  |
| Vardy 67’ (rig.) | Marcatori |  |

| Arbitro: | Linington (Newport) |

|             |           |                                                          |
| Szmodics 9’ | Marcatori | 4’ Faes 28’ Vardy 82’ (rig.) Iheanacho 88’ Dewsbury-Hall |

| Arbitro: | Bramall (Sheffield) |

|                                      |           |  |
| Dewsbury-Hall 60’, 90’ Iheanacho 76’ | Marcatori |  |

| Arbitro: | Eltringham (County Durham) |

|                         |           |  |
| Iheanacho 24’ Vardy 79’ | Marcatori |  |

| Arbitro: | Backhouse (Cumbria) |

|            |           |                                          |
| Grimes 20’ | Marcatori | 44’ Vestergaard 63’ Fatawu 87’ Iheanacho |

| Arbitro: | Stroud (Hampshire) |

|            |           |  |
| Justin 12’ | Marcatori |  |

| Arbitro: | Doughty (Blackpool) |

|             |           |                        |
| Dozzell 40’ | Marcatori | 30’ Mavididi 80’ Winks |

| Arbitro: | Whitestone (Northamptonshire) |

|  |           |            |
|  | Marcatori | 58’ Rutter |

| Arbitro: | Langford (West Midlands) |

|               |           |  |
| Greenwood 83’ | Marcatori |  |

| Arbitro: | Allison (Wiltshire) |

|                         |           |  |
| Vardy 76’, 90+5’ (rig.) | Marcatori |  |

| Arbitro: | Barrott (West Riding) |

|                |           |            |
| Hendrick 90+3’ | Marcatori | 23’ Fatawu |

| Arbitro: | Robinson (West Sussex) |

|          |           |                               |
| Maja 89’ | Marcatori | 72’ Dewsbury-Hall 90+4’ Winks |

| Arbitro: | Gill (Linesman) |

|                                             |           |  |
| Mavididi 14’ (rig.), 52’ Daka 49’ Ndidi 55’ | Marcatori |  |

| Arbitro: | Stroud (Hampshire) |

|                                      |           |                           |
| Vestergaard 48’ Daka 52’ Pereira 78’ | Marcatori | 10’ Bradshaw 90+3’ Nisbet |

| Arbitro: | Webb (Lancashire) |

|                |           |                                     |
| James 14’, 74’ | Marcatori | 10’, 50’ Mavididi 21’ Dewsbury-Hall |

| Arbitro: | Bond (Lancashire) |

|                                  |           |  |
| Daka 60’, 65’ (rig.) Casadei 72’ | Marcatori |  |

#### Girone di ritorno
| Arbitro: | Barrott (West Riding) |

|             |           |              |
| Morsy 90+3’ | Marcatori | 24’ Mavididi |

| Arbitro: | Busby (Oxfordshire) |

|  |           |                              |
|  | Marcatori | 18’ Dewsbury-Hall 55’ Justin |

| Arbitro: | Allison (Wiltshire) |

|                                          |           |           |
| Cannon 40’, 61’ Pereira 47’ Mavididi 77’ | Marcatori | 63’ Helik |

| Arbitro: | England (Domcastet) |

|                                 |           |                          |
| O'Hare 79’, 90+4’ Van Ewijk 88’ | Marcatori | 44’ (rig.) Dewsbury-Hall |

| Arbitro: | Smith (Peterborough) |

|                  |           |               |
| Davis 31’ (aut.) | Marcatori | 89’ Sarmiento |

| Arbitro: | Stroud (Hampshire) |

|                                                |           |             |
| Dewsbury-Hall 3’ Mavididi 69’ (rig.) Akgün 72’ | Marcatori | 90+5’ Allen |

| Arbitro: | Smith (Lancashire) |

|  |           |                                                          |
|  | Marcatori | 27’, 66’ (rig.) Daka 30’ McAteer 73’, 90+8’ (rig.) Vardy |

| Arbitro: | Langford (West Midlands) |

|            |           |                             |
| Dennis 63’ | Marcatori | 11’ (rig.) Daka 55’ Pereira |

| Arbitro: | Nield (West Yorkshire) |

|                     |           |  |
| Fatawu 4’ Vardy 36’ | Marcatori |  |

| Arbitro: | Kavanagh (Lancashire) |

|           |           |                      |
| Vardy 85’ | Marcatori | 24’ Azaz 37’ Silvera |

| Arbitro: | Pawson (Lancashire) |

|                                           |           |          |
| Roberts 80’ Faes 83’ (aut.) Bamford 90+4’ | Marcatori | 15’ Faes |

| Arbitro: | Davies (Hampshire) |

|            |           |                         |
| Nelson 60’ | Marcatori | 38’ Chair 57’ Armstrong |

| Arbitro: | Gill (Linesman) |

|  |           |           |
|  | Marcatori | 13’ Vardy |

| Arbitro: | Barrott (West Riding) |

|                          |           |                       |
| Carvalho 16’ Zaroury 60’ | Marcatori | 31’ (rig.), 62’ Vardy |

| Arbitro: | Madley (West Yorkshire) |

|                                          |           |  |
| Fatawu 25’, 75’, 81’ Ndidi 62’ Vardy 79’ | Marcatori |  |

| Arbitro: | Kitchen (Durham) |

|             |           |  |
| Mehmeti 73’ | Marcatori |  |

| Arbitro: | Bond (Lancashire) |

|                                            |           |          |
| Dewsbury-Hall 33’ Mavididi 61’ Vardy 90+3’ | Marcatori | 20’ Sara |

| Arbitro: | Webb (Lancashire) |

|                                |           |                |
| Dewsbury-Hall 28’ Mavididi 87’ | Marcatori | 45’ Stansfield |

| Arbitro: | Gill (Linesman) |

|             |           |  |
| Longman 59’ | Marcatori |  |

| Arbitro: | Jones (Merseyside) |

|           |           |  |
| Bundu 21’ | Marcatori |  |

| Arbitro: | Bramall (Sheffield) |

|                     |           |             |
| Ndidi 22’ Vardy 65’ | Marcatori | 76’ Wallace |

| Arbitro: | Allison (Wiltshire) |

|  |           |                            |
|  | Marcatori | 36’, 52’ Vardy 67’ McAteer |

| Arbitro: | Kitchen (Durham) |

|  |           |                    |
|  | Marcatori | 38’, 90+4’ Szmodic |

### FA Cup
| Arbitro: | Langford (West Midlands) |

|                          |           |                                    |
| Watmore 56’ Flemming 86’ | Marcatori | 16’ Casadei 39’ Pereira 61’ Cannon |

| Arbitro: | Pawson (South Yorkshire) |

|                               |           |  |
| Vardy 47’ Akgün 72’ Praet 88’ | Marcatori |  |

| Arbitro: | Tierney (Lancashire) |

|  |           |             |
|  | Marcatori | 105’ Fatawu |

| Arbitro: | Madley (Yorkshire) |

|                                                            |           |                                |
| Cucurella 13’ Palmer 45+1’ Chukwuemeka 90+2’ Madueke 90+8’ | Marcatori | 51’ (aut.) Disasi 62’ Mavididi |

### EFL Cup

#### Turni eliminatori
| Arbitro: | Ward (Surrey) |

|  |           |                          |
|  | Marcatori | 6’ Iheanacho 45+2’ Ndidi |

| Arbitro: | Toner (Blackburn) |

|  |           |                     |
|  | Marcatori | 55’ Ndidi 59’ Vardy |

| Arbitro: | Robinson (West Sussex) |

|                                   |           |            |
| Gakpo 48’ Szoboszlai 70’ Jota 89’ | Marcatori | 3’ McAteer |

## Statistiche

### Statistiche di squadra
Statistiche aggiornate al 4 maggio 2024.
| Competizione | Punti | In casa | In casa | In casa | In casa | In casa | In casa | In trasferta | In trasferta | In trasferta | In trasferta | In trasferta | In trasferta | Totale | Totale | Totale | Totale | Totale | Totale | DR  |
| Competizione | Punti | G       | V       | N       | P       | Gf      | Gs      | G            | V            | N            | P            | Gf           | Gs           | G      | V      | N      | P      | Gf     | Gs     | DR  |
| ------------ | ----- | ------- | ------- | ------- | ------- | ------- | ------- | ------------ | ------------ | ------------ | ------------ | ------------ | ------------ | ------ | ------ | ------ | ------ | ------ | ------ | --- |
| Championship | 97    | 23      | 17      | 1       | 5       | 47      | 18      | 23           | 14           | 3            | 6            | 42           | 23           | 46     | 32     | 4      | 11     | 89     | 41     | +48 |
| FA Cup       | -     | 1       | 1       | 0       | 0       | 3       | 0       | 3            | 2            | 0            | 1            | 6            | 6            | 4      | 3      | 0      | 1      | 9      | 6      | +3  |
| League Cup   | -     | -       | -       | -       | -       | -       | -       | 3            | 2            | 0            | 1            | 5            | 3            | 3      | 2      | 0      | 1      | 5      | 3      | +2  |
| Totale       | -     | 24      | 18      | 1       | 5       | 50      | 18      | 29           | 18           | 3            | 8            | 53           | 32           | 53     | 36     | 4      | 13     | 103    | 50     | +53 |

### Andamento in campionato
| Giornata  | 1 | 2 | 3 | 4 | 5 | 6 | 7 | 8 | 9 | 10 | 11 | 12 | 13 | 14 | 15 | 16 | 17 | 18 | 19 | 20 | 21 | 22 | 23 | 24 | 25 | 26 | 27 | 28 | 29 | 30 | 31 | 32 | 33 | 34 | 35 | 36 | 37 | 38 | 39 | 40 | 41 | 42 | 43 | 44 | 45 | 46 |
| --------- | - | - | - | - | - | - | - | - | - | -- | -- | -- | -- | -- | -- | -- | -- | -- | -- | -- | -- | -- | -- | -- | -- | -- | -- | -- | -- | -- | -- | -- | -- | -- | -- | -- | -- | -- | -- | -- | -- | -- | -- | -- | -- | -- |
| Luogo     | C | T | C | T | C | T | T | C | T | C  | C  | T  | C  | T  | C  | T  | C  | T  | T  | C  | C  | T  | C  | T  | T  | C  | T  | C  | C  | T  | T  | C  | C  | T  | C  | T  | T  | C  | T  | C  | C  | T  | T  | C  | T  | C  |
| Risultato | V | V | V | V | P | V | V | V | V | V  | V  | V  | V  | V  | P  | P  | V  | N  | V  | V  | V  | V  | V  | N  | V  | V  | P  | N  | V  | V  | V  | V  | P  | P  | P  | V  | N  | V  | P  | V  | V  | P  | P  | V  | V  | P  |
| Posizione | 4 | 2 | 2 | 1 | 3 | 2 | 2 | 1 | 1 | 1  | 1  | 1  | 1  | 1  | 1  | 1  | 1  | 1  | 1  | 1  | 1  | 1  | 1  | 1  | 1  | 1  | 1  | 1  | 1  | 1  | 1  | 1  | 1  | 1  | 1  | 1  | 1  | 1  | 3  | 3  | 1  | 1  | 2  | 1  | 1  | 1  |

Legenda:

Luogo: C = Casa; T = Trasferta. Risultato: V = Vittoria; N = Pareggio; P = Sconfitta.

### Statistiche dei giocatori
Aggiornate al 4 maggio 2024..
| Giocatore           | Football League Championship | Football League Championship | Football League Championship | Football League Championship | FA Cup   | FA Cup | FA Cup      | FA Cup     | EFL Cup  | EFL Cup | EFL Cup     | EFL Cup    | Totale   | Totale | Totale      | Totale     |
| Giocatore           | Presenze                     | Reti                         | Ammonizioni                  | Espulsioni                   | Presenze | Reti   | Ammonizioni | Espulsioni | Presenze | Reti    | Ammonizioni | Espulsioni | Presenze | Reti   | Ammonizioni | Espulsioni |
| ------------------- | ---------------------------- | ---------------------------- | ---------------------------- | ---------------------------- | -------- | ------ | ----------- | ---------- | -------- | ------- | ----------- | ---------- | -------- | ------ | ----------- | ---------- |
| Y. Akgün            | 23                           | 1                            | 1                            | 0                            | 4        | 1      | 0           | 0          | 2        | 0       | 0           | 0          | 29       | 2      | 1           | 0          |
| M. Albrighton       | 12                           | 0                            | 0                            | 0                            | 3        | 0      | 0           | 0          | 3        | 0       | 0           | 0          | 18       | 0      | 0           | 0          |
| W. Alves            | 0                            | 0                            | 0                            | 0                            | 0        | 0      | 0           | 0          | 0        | 0       | 0           | 0          | 0        | 0      | 0           | 0          |
| T. Cannon           | 13                           | 2                            | 1                            | 0                            | 3        | 1      | 1           | 0          | 0        | 0       | 0           | 0          | 16       | 3      | 2           | 0          |
| C. Casadei          | 22                           | 2                            | 1                            | 0                            | 1        | 1      | 0           | 0          | 2        | 0       | 0           | 0          | 25       | 3      | 1           | 0          |
| T. Castagne         | 0                            | 0                            | 0                            | 0                            | 0        | 0      | 0           | 0          | 0        | 0       | 0           | 0          | 0        | 0      | 0           | 0          |
| H. Choudhury        | 34                           | 0                            | 4                            | 0                            | 4        | 0      | 0           | 0          | 3        | 0       | 1           | 0          | 41       | 0      | 5           | 0          |
| C. Coady            | 12                           | 0                            | 1                            | 0                            | 4        | 0      | 1           | 0          | 1        | 0       | 0           | 0          | 17       | 0      | 2           | 0          |
| B. Cover            | 0                            | 0                            | 0                            | 0                            | 1        | 0      | 0           | 0          | 0        | 0       | 0           | 0          | 1        | 0      | 0           | 0          |
| P. Daka             | 20                           | 7                            | 1                            | 0                            | 1        | 0      | 0           | 0          | 1        | 0       | 0           | 0          | 22       | 7      | 1           | 0          |
| K. Dewsbury-Hall    | 44                           | 12                           | 6                            | 0                            | 2        | 0      | 0           | 0          | 3        | 0       | 0           | 0          | 49       | 12     | 6           | 0          |
| C. Doyle            | 17                           | 0                            | 1                            | 0                            | 4        | 0      | 1           | 1          | 2        | 0       | 0           | 0          | 23       | 0      | 2           | 1          |
| W. Faes             | 43                           | 2                            | 5                            | 0                            | 1        | 0      | 0           | 0          | 2        | 0       | 1           | 0          | 46       | 2      | 6           | 0          |
| A. Fatawu Issahaku  | 40                           | 6                            | 6                            | 0                            | 2        | 1      | 1           | 0          | 1        | 0       | 0           | 0          | 43       | 7      | 7           | 0          |
| M. Hermansen        | 44                           | -41                          | 2                            | 0                            | 0        | 0      | 0           | 0          | 0        | 0       | 0           | 0          | 44       | -41    | 2           | 0          |
| K. Iheanacho        | 23                           | 5                            | 1                            | 0                            | 1        | 0      | 0           | 0          | 2        | 1       | 0           | 0          | 26       | 6      | 1           | 0          |
| D. Iversen          | 0                            | 0                            | 0                            | 0                            | 0        | 0      | 0           | 0          | 0        | 0       | 0           | 0          | 0        | 0      | 0           | 0          |
| J. Justin           | 39                           | 2                            | 4                            | 0                            | 3        | 0      | 1           | 0          | 3        | 0       | 0           | 0          | 45       | 2      | 5           | 0          |
| V. Kristiansen      | 0                            | 0                            | 0                            | 0                            | 0        | 0      | 0           | 0          | 0        | 0       | 0           | 0          | 0        | 0      | 0           | 0          |
| W. Marçal-Madivádua | 3                            | 1                            | 0                            | 0                            | 3        | 0      | 0           | 0          | 2        | 0       | 0           | 0          | 8        | 1      | 0           | 0          |
| T. Maswanhise       | 0                            | 0                            | 0                            | 0                            | 1        | 0      | 0           | 0          | 0        | 0       | 0           | 0          | 1        | 0      | 0           | 0          |
| S. Mavididi         | 46                           | 12                           | 6                            | 0                            | 1        | 1      | 1           | 0          | 1        | 0       | 0           | 0          | 48       | 13     | 7           | 0          |
| K. McAteer          | 23                           | 6                            | 2                            | 0                            | 1        | 0      | 0           | 0          | 2        | 1       | 0           | 0          | 26       | 7      | 2           | 0          |
| W. Ndidi            | 32                           | 4                            | 5                            | 0                            | 1        | 0      | 0           | 0          | 3        | 2       | 0           | 0          | 36       | 6      | 5           | 0          |
| B. Nelson           | 5                            | 1                            | 2                            | 0                            | 3        | 0      | 0           | 0          | 1        | 0       | 0           | 0          | 9        | 1      | 2           | 0          |
| R. Pereira          | 39                           | 3                            | 8                            | 0                            | 3        | 1      | 1           | 0          | 3        | 0       | 1           | 0          | 45       | 4      | 10          | 0          |
| D. Praet            | 17                           | 0                            | 0                            | 0                            | 2        | 1      | 0           | 0          | 1        | 0       | 0           | 0          | 20       | 1      | 0           | 0          |
| A. Raikhy           | 1                            | 0                            | 0                            | 0                            | 2        | 0      | 1           | 0          | 0        | 0       | 0           | 0          | 3        | 0      | 1           | 0          |
| A. Smithies         | 0                            | 0                            | 0                            | 0                            | 0        | 0      | 0           | 0          | 0        | 0       | 0           | 0          | 0        | 0      | 0           | 0          |
| B. Soumaré          | 0                            | 0                            | 0                            | 0                            | 0        | 0      | 0           | 0          | 0        | 0       | 0           | 0          | 0        | 0      | 0           | 0          |
| H. Souttar          | 3                            | 0                            | 0                            | 0                            | 0        | 0      | 0           | 0          | 1        | 0       | 0           | 0          | 4        | 0      | 0           | 0          |
| J. Stolarczyk       | 2                            | 0                            | 0                            | 0                            | 4        | -6     | 0           | 0          | 3        | -3      | 0           | 0          | 9        | -9     | 0           | 0          |
| L. Thomas           | 0                            | 0                            | 0                            | 0                            | 0        | 0      | 0           | 0          | 0        | 0       | 0           | 0          | 0        | 0      | 0           | 0          |
| J. Vardy            | 35                           | 18                           | 4                            | 0                            | 1        | 1      | 0           | 0          | 1        | 1       | 0           | 0          | 37       | 20     | 4           | 0          |
| J. Vestergaard      | 42                           | 2                            | 13                           | 0                            | 2        | 0      | 0           | 0          | 0        | 0       | 0           | 0          | 44       | 2      | 13          | 0          |
| D. Ward             | 0                            | 0                            | 0                            | 0                            | 0        | 0      | 0           | 0          | 0        | 0       | 0           | 0          | 0        | 0      | 0           | 0          |
| H. Winks            | 45                           | 2                            | 9                            | 0                            | 1        | 0      | 0           | 0          | 2        | 0       | 0           | 0          | 48       | 2      | 9           | 0          |